# الكنيس اليمني القديم
الكنيس اليمني القديم أو المعروف لدى أتباعه باسم بيت الكنيست أوهيل شلومو وهو ما يعني في اللغة العبرية خيام سليمان المضاءة بالنور، هو كنيس يقع في حارة اليمن بمنطقة سلوان في القدس الشرقية في فلسطين، ويعود تاريخه إلى القرن التاسع عشر قبل أن يُعاد ترميمه.

## لمحة تاريخية

### الجالية اليهودية في سلوان في الفترة ما بين عامي (1884-1938)
خلال الفترة ما بين عامي 1885 و1891، بُني نحو 45 بيتًا حجريًا لليهود اليمنيين الذين وصلوا إلى القدس في عام 1882. وفي عام 1936 أثناء الثورة العربية في فلسطين، والتي استمرت في الفترة ما بين عامي (1936-1939 )، قام مكتب الرفاه في القدس بإجلاء الجالية اليهودية اليمنية من منطقة سلوان. فأقيم مجلس الجالية اليهودية اليمنية بقيادة فؤاد ها كهيله، والذي كان بمثابة النظير المحلي للمجلس الوطني اليهودي الذي أقامه فؤاد لئومي في الحي اليهودي مع تدهور الأوضاع الأمنية لليهود. وفي عام 1938 قام مجلس الجالية اليهودية بإجلاء باقي اليهود اليمنيين من منطقة سلوان بناءًا على نصيحة الشرطة. ووفقًا لوثائق مكتب الوصاية وخبير تطوير العقارات والمشاريع إدموند ليفي، فقد احتلت عائلات عربية مباني اليهود اليمنيين دون تسجيل ملكيتها لها.

### عودة العائلات اليهودية في عام 2015
انتقلت منظمة عطيرت كوهنيم اليهودية في أيار (مايو) عام 2015، وبدأت في استعادة الملكية القانونية للمبانى المحيطة بالكنيس اليهودي القديم، وكان السكان المحليون يلقون الحجارة على النشطاء أثناء انتقالهم.